# Eucelatoria teutonia
Eucelatoria teutonia är en tvåvingeart som beskrevs av Curtis W. Sabrosky 1981. Eucelatoria teutonia ingår i släktet Eucelatoria och familjen parasitflugor. Inga underarter finns listade i Catalogue of Life.